# SPRING
SPRING é um software para sistemas de informação geográfica desenvolvido pela Divisão de Processamento de Imagens (DPI) do Instituto Nacional de Pesquisas Espaciais (INPE). Conta com funções de processamento de imagens, análise espacial, modelagem numérica de terreno e consulta a bancos de dados espaciais.

## Desenvolvimento
O SPRING é um projeto do INPE / DPI (Divisão de Processamento de Imagens) com a participação de:
- EMBRAPA/CNPTIA - Centro Nacional de Pesquisa Tecnológica em Informática para Agricultura.
- IBM Brasil - Centro Latino-Americano de Soluções para Ensino Superior e Pesquisa.
- TECGRAF - PUC Rio - Grupo de Tecnologia em Computação Gráfica da PUC-Rio.
- PETROBRÁS/CENPES - Centro de Pesquisas "Leopoldo Miguez".

O projeto contou ainda com substancial apoio financeiro do CNPq, através dos programas RHAE e PROTEM/CC (projeto GEOTEC).

## Objetivos do projeto SPRING
Construir um sistema de informações geográficas para aplicações em Agricultura, Floresta, Gestão Ambiental, Geografia, Geologia, Planejamento Urbano e Regional.
Tornar amplamente acessível para a comunidade brasileira um SIG de rápido aprendizado.
Fornecer um ambiente unificado de Geoprocessamento e Sensoriamento Remoto para aplicações urbanas e ambientais.
Ser um mecanismo de difusão do conhecimento desenvolvido pelo INPE e seus parceiros, sob forma de novos algoritmos e metodologias.